# Hiszpański (przedsiębiorstwo)
Stanisław Hiszpański – firma szewska założona w Warszawie w 1838 przez dziadka Stanisława Feliksa – Stanisława Eugeniusza Hiszpańskiego.

## Historia
Stanisław Feliks był trzecim i ostatnim właścicielem. Od około 1900 przez blisko 10 lat firma mieściła się przy ul. Erywańskiej w Warszawie. W latach 1904–1907 w Kijowie działała filia firmy założona i prowadzona przez Stanisława F. Hiszpańskiego. Wówczas warszawską firmę czasowo przejął jego brat Tadeusz, także mistrz szewski.
Po 1909, aż do likwidacji w 1944, firma mieściła się przy Krakowskim Przedmieściu 7 w Warszawie. Na szyldzie firmy widniał niedźwiedź z butem w łapach, wewnątrz znajdowały się simmlerowskie meble. Tu przyjmowano zamówienia i sprzedawano obuwie. Wnętrze sklepu zdobił szereg dyplomów z wystaw międzynarodowych i krajowych, dokumentujących złote medale. Firma „Hiszpański” wytwarzała obuwie o jakości bezkonkurencyjnej w skali światowej. Warsztaty mieściły się poza sklepem. Pracowników – mistrzów szewskich było ok. 20. Każdy specjalizował się w określonym rodzaju obuwia. Firma Hiszpańskiego robiła głównie obuwie męskie: długie buty oficerskie, do jazdy konnej, nadające się też do marszu; pantofle balowe; półbuty; obuwie ortopedyczne o wyglądzie „normalnego”; buty myśliwskie, także długie, sięgające do ud. Ponadto dla pań wytwarzano pantofelki i trzewiczki sznurowane ponad kostkę, wyściełane jedwabiem. Buty oficerskie od Hiszpańskiego miały klasyczny fason, z prostą linią z tyłu. Skóry miękkie Hiszpański sprowadzał z zagranicy. Natomiast twarde skóry (np. na podeszwy) były polskie – wytrzymałe i nieprzemakalne, wyprawiane według czasochłonnej technologii „dębowej”. Sukno do butów myśliwskich sprowadzane z folusza w Czarnej Górze (Tatrzańskiej) miało ponad 20-letnią trwałość. Ceny obuwia wynosiły od 70 zł za półbuty męskie do 135 zł za buty wysokie wraz z prawidłami. Płace pracowników przewyższały stawki w innych firmach. Obroty roczne firmy wynosiły 120-150 tysięcy złotych.
U Hiszpańskiego obuwie zamawiali królowie, politycy najwyższej rangi, generalicja, dyplomaci, uczestnicy corocznych zawodów hippicznych, z Europy, Azji, Ameryki Północnej i Afryki. Klientami bywali też ludzie niezbyt zamożni, którzy woleli obuwie o niezmiennie eleganckim fasonie, trwałe przez wiele lat. W czasach okupacji (1939–1944) firmą „Stanisław Hiszpański” kierowała wdowa po właścicielu, Zofia Hiszpańska. Produkcja butów oficerskich była wtedy nielegalna, lecz mimo to były wytwarzane (także takie ze skrytką w obcasie na „bibułę”).

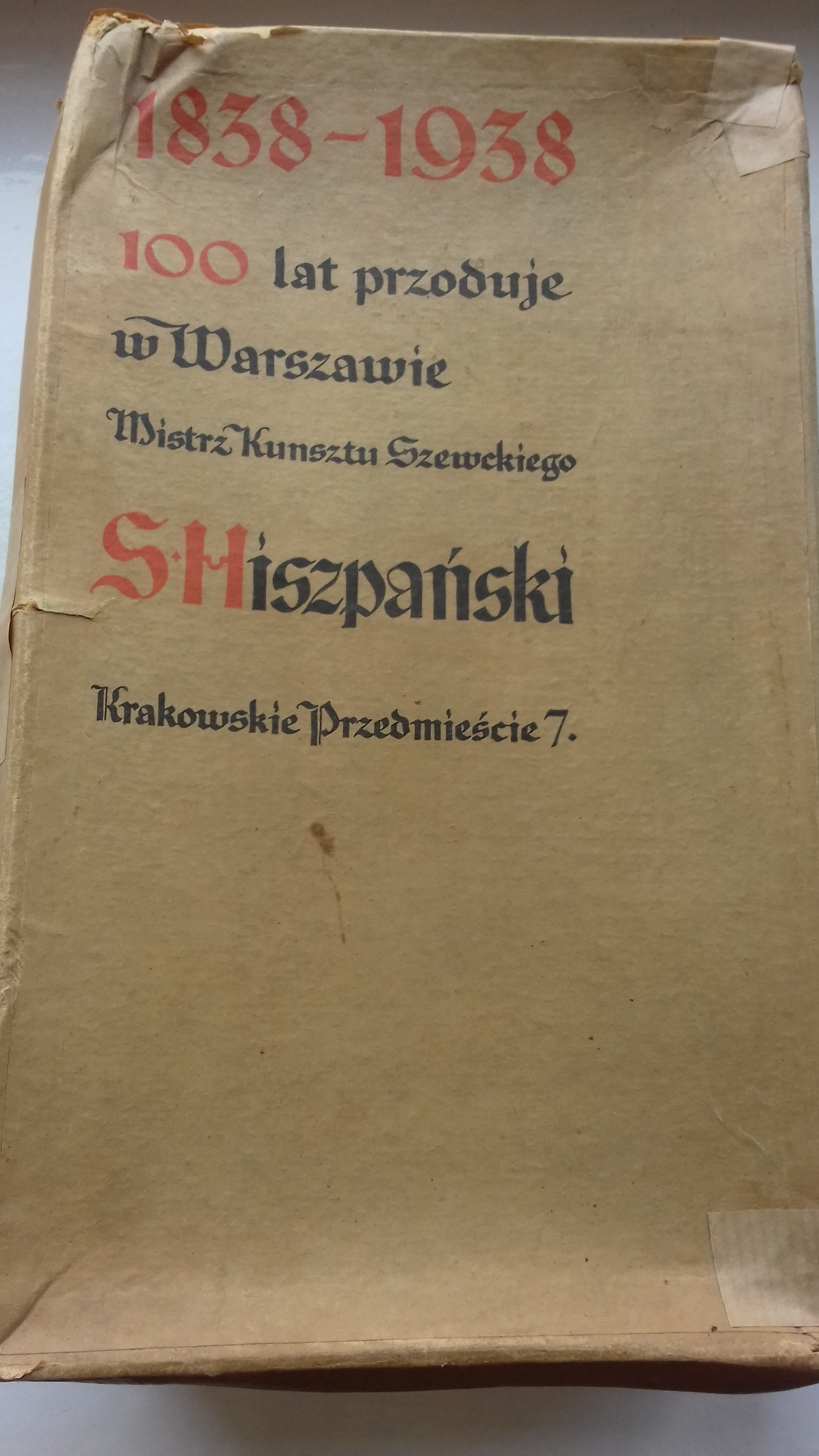
Pudło na trzewiki damskie z firmy Stanisława Hiszpańskiego, upamiętniające 100-lecie istnienia firmy